# Piroelektričnost
Piroelektričnost (engl. pyroelectricity, od grč. πυρφόρος: vatronoša + electricity: električnost) je svojstvo nekih materijala da se pri promjeni temperature električno polariziraju, a pritom je količina nastalog električnog naboja razmjerna (proporcionalna) promjeni temperature. Piroelektričnost se tumači promjenom udaljenosti među ionima kristalne rešetke, a pokazuju ju neki prirodni kristali (na primjer turmalin, na kojem je ta pojava prvi put opažena), umjetno proizvedeni keramički materijali te neki polimeri, na primjer poli(viniliden-difluorid). Svi piroelektrični materijali pokazuju i piezoelektrična svojstva, jer su te dvije pojave usko povezane. Zbog svoje osjetljivosti na male promjene temperature, piroelektrični materijali rabe se kao osjetila za registriranje prisutnosti i kretanja živih bića u njihovoj blizini (u prostorijama, u okolici zgrada i slično). Naziv piroelektričnost uveo je 1824. škotski znanstvenik D. Brewster.